# Virgílio do Carmo da Silva
Virgílio do Carmo da Silva, SDB (Venilale, 27. studenoga 1967.) istočnotimorski je katolički prelat koji je 30. siječnja 2016. imenovan biskupom Dilija.
Tijekom papinskog konzistorija 27. kolovoza 2022. papa Franjo ga je imenovao i proglasio kardinalom svećenikom, dodijelivši mu naslov Sant'Alberto Magno.